# Атамекенський сільський округ (Мунайлинський район)
Атамеке́нський сільський округ (каз. Атамекен ауылдық округі, рос. Атамекенский сельский округ) — адміністративна одиниця у складі Мунайлинського району Мангистауської області Казахстану. Адміністративний центр та єдиний населений пункт — село Атамекен.
Сільський округ був утворений 2007 року. 2018 року зі складу округу була виділена територія площею 0,60 км² та передана до складу Баскудуцького сільського округу.
Населення — 29294 особи (2021; 22428 у 2009).